# Denis Arreola
Denis Arreola (Sanremo, 21 maggio 1994) è un cavaliere e istruttore federale italiano, vincitore tra gli altri di due Campionati Europei, una Coppa Europa e un Campionato Italiano di Barrel Racing. Nel 2013 ha rappresentato i colori della nazionale italiana durante i Campionati del Mondo a squadre in Cina. Ricopre il ruolo di Istruttore presso il Centro Ippico Golden Horse di Taggia.

## Carriera
Denis Arreola, classe 1994, nasce e cresce nella Riviera dei Fiori. La passione per l’equitazione gli viene trasmessa dal padre Alfredo, veterano del Barrel e del Pole italiano.
Nel 2005 all’età di 11 anni debutta nel mondo delle gare nello storico Trophy Ice presso il Cowboy Guest Ranch di Voghera. I primi anni sono di rodaggio ma riesce comunque a piazzarsi molte volte in seconda e terza divisione in gare italiane ed europee di Barrel sotto Nbha.
La sua consacrazione avviene quando incontra Fb Nic Lady Chex, femmina palomina, ed è subito amore a prima vista. Dopo un primo anno difficile dovuto anche alla ricerca dell’affinità tra il binomio nel 2011 avviene il primo squillo di tromba con la conquista del Super Youth World Barrel Reserve Champion.
Nel 2012 arriva la prima conquista Europea con la vittoria della Coupe d’Europe a Equità Lyon; una settimana più tardi a Fieracavalli Verona arriva l’apoteosi: il binomio vince il Derby e grazie ad un fantastico 14.694, che lo fa rimanere unico in prima divisione, da un aiuto fondamentale alla squadra piemontese per la storica vittoria della Coppa delle Regioni.
Il 2013 si apre col botto con la vittoria presso il Salone del Cavallo Americano di Reggio Emilia del loro primo Campionato Europeo Open con prestazioni fantastiche; l’anno si conclude con parecchie vittorie negli Special Event, un secondo posto alla Coupe d’Europe, la vittoria del titolo Regionale Liguria, la partecipazione dello stesso Denis ai Campionati del Mondo in Cina, dove ben figura ottenendo il secondo miglior tempo della manifestazione, ed infine il secondo posto ai Campioni Italiani Open a Verona.
Nel 2014 raccoglie un terzo posto alla Coupe d’Europe ma è nel 2015 che riesce ad ottenere il titolo da tanto tempo inseguito: vince infatti dopo una gara tirata e al cardiopalma il Campionato Italiano Open.
Dopo un 2016 avaro di soddisfazioni il binomio si ripresenta ai cancelli di partenza nel 2017 vincendo uno Special Event a inizio anno presso il Ranch Gaudenzia e ottenendo un fantastico secondo posto ai Campionati Italiani Open a Travagliato.
Dopo un 2018 difficile a causa di un piccolo infortunio che fa saltare alla cavalla gran parte della stagione nel 2019 arriva il titolo più inaspettato. A Cremona, nuova sede del Salone del Cavallo Americano, Denis e Fb Nic Lady Chex hanno l'obbiettivo di dimostrare di essere ancora competitivi dopo 9 anni dall’inizio della loro avventura. Il giorno della finale, Denis si presenta in finale di Prima Divisione con 2 cavalli: Fb Nic Lady Chex è terzultima a partire. Dopo un gran primo barile la traiettoria del secondo è strettissima e la mano di Denis si posa sul barile per evitare l’abbattimento, si va sul terzo e senza penalità si va a chiudere il tempo: 15.209 ed è prima posizione.